# 통일 미리보기
통일 미리보기는 매주 토 오후 6시 30분부터 7시까지에 방송된 EBS 1TV의 TV 프로그램이다.

## 타이틀 변천사
| 역대 | 타이틀        | 방송 기간                        |
| ---- | ------------- | -------------------------------- |
| 1대  | 통일의 길     | 2016년 3월 5일 ~ 2016년 8월 27일 |
| 2대  | 통일 미리보기 | 2016년 9월 3일 ~ 2017년 2월 25일 |

| EBS 1TV 목요일 프로그램 |               |                    |
| 이전                    | 통일 미리보기 | 다음               |
| 왕초보 영어             | 통일 미리보기 | 한국기행(전주재방) |
| 새벽 5시                | 새벽 5시 30분 | 아침 6시           |
|                         |               |                    |

| EBS 1TV 토요일 프로그램   |                   |                       |
| 이전                      | 통일 미리보기(재) | 다음                  |
| 세상에 나쁜 개는 없다(재) | 통일 미리보기(재) | 명령이다, 비트!(종합) |
| 아침 6시                  | 아침 6시 30분     | 아침 7시              |
|                           |                   |                       |